# Kirby 64: The Crystal Shards
Kirby 64: The Crystal Shards is een computerspel ontwikkeld door HAL Laboratory en uitgegeven door Nintendo voor de Nintendo 64. Het platformspel is uitgekomen in Japan op 24 maart 2000, in de VS op 26 juni 2000 en in Europa op 22 juni 2001.
Het spel is opnieuw uitgebracht voor de Virtual Console in 2008 en in 2015.

## Spel
Kirby moet het heilige kristal weer samenbrengen dat door Dark Matter in stukken is geslagen. Hij krijgt hulp van Adeleine, King Dedede en Dedede's hulpje Waddle Dee.
Het spel vindt plaats in zes verschillende werelden, met elk weer afzonderlijke levels die voltooid moeten worden om door te gaan. Kirby kan door het inhalen van vijanden hun vaardigheden kopiëren. Als Kirby twee vijanden inhaleert, wordt zijn kracht dubbel zo sterk. Aan het eind van elk level kan er een bonuslevel worden gespeeld voor extra punten of voorwerpen.

## Platforms
| Jaar | Platform                |
| ---- | ----------------------- |
| 2000 | Nintendo 64             |
| 2008 | Virtual Console (Wii)   |
| 2015 | Virtual Console (Wii U) |